# Раскисление металлов
Раскисле́ние мета́ллов — процесс удаления из расплавленных металлов (главным образом стали и других сплавов на основе железа) растворённого в них кислорода, который является вредной примесью, ухудшающей механические свойства металла. Для раскисления применяют элементы (или их сплавы, например ферросплавы), характеризующиеся бо́льшим сродством к кислороду, чем основной металл.
Выражение «раскисление металла» термин технический, использующийся в узком кругу сталеваров, его синонимом служит выражение «восстановление металла», т. к. процесс отъёма у оксида железа атомов кислорода и есть химическое восстановление железа (из оксидов).

## Раскисление стали
Сталь обычно раскисляют алюминием, который образует весьма прочный окисел Al2O3, выделяющийся в жидком металле в виде отдельной твёрдой фазы. Также используют углерод, ферросилиций, ферромарганец, силикокальций и силикомарганец.

### Способы раскисления стали
Распространены следующие способы раскисления стали:
- Осаждающее раскисление
- Диффузионное раскисление
- Обработка синтетическими шлаками
- Электрошлаковый переплав
- Вакуумное раскисление

Осаждающее раскисление — раскисление, при котором используются элементы, обладающие большим сродством к кислороду, чем железо. Это самый старый способ, изобретённый ещё в 1850-е гг. Наиболее часто в роли раскислителей при осаждающем раскислении выступают кремний, алюминий, марганец (исторически первый раскислитель, изначально добавлялся для обессеривания). Также применяются комплексные раскислители.
Диффузионное раскисление (экстракционное раскисление) — процесс, при котором снижение содержания кислорода в стали происходит за счёт раскисления шлака. В качестве раскислителей при данном способе раскисления обычно используются алюминий, углерод, кремний.
Обработка синтетическими шлаками — раскисление стали в дуговой печи путём её обработки шлаком, состоящим из CaO и Al2O3. Данный способ раскисления применяют для снижения содержания серы и кислорода в стали.
Электрошлаковый переплав (ЭШП) — способ раскисления стали, при котором сплав подвергается расплавлению в шлаковой ванне. Этот способ позволяет очистить сталь от неметаллических включений, например, серы.
Вакуумно-углеродное раскисление — процесс очищения стали от кислорода в вакууме, так как при данных условиях раскислительные свойства углерода выражены гораздо ярче.

## Классификация сталей
Сталь полностью подвергнутую раскислению называют спокойной, сталь, которую совсем не раскислили называют кипящей, сталь которую раскислили не полностью называют полуспокойной.